# Sol (química)
Sol é um coloide em que a fase dispersa é sólida, e o dispersante é líquido. 
Um exemplo bem comum de sol é a gelatina. Quando se mistura o pó de gelatina na água quente, dispersa-se uma fase sólida (o pó) no meio líquido.